# Franz Beckenbauer
Franz Beckenbauer (München, 1945. szeptember 11. – Salzburg, 2024. január 7.) világbajnok német labdarúgó, edző, csapatvezető. Beceneve: „Der Kaiser” (a császár), a németek adták neki ezt a nevet, mert minden idők legjobb német játékosának tartják. 2012-ben ő kapta az UEFA elnökének díját.

## Pályafutása
A Császár becenevet higgadt, mértéktartó, sportszerű, technikai és taktikai szempontból egyaránt fölényes játékával érdemelte ki. Újszerű találmánya a támadó szerepű söprögető. Pályája maga volt a kecses elegancia, aki az atléta fizikumát a játékot komputerként átlátó aggyal párosította.

### Klubcsapatban
1955-1959 között az FC 1906 München iskoláscsapatában játszott. 1959-ben lett az Bayern München játékosa egészen 1977-ig. 1959-ben a Bayern Münchenben igazolt amatőr ifjúsági játékos 3 évig, majd 1964-től leigazolták profi játékosként.
1966-ban vb-ezüstérmes lett csapatával. 1966-ban, 1969-ben, 1971-ben kupagyőztes lett, 1969, 1972, 1973, 1974 bajnok, 1974, 1975, 1976 BEK-győztes, 1967-ben a kupagyőztesek Európa-kupájának győztese.
1977–1980 között az Észak-amerikai Labdarúgó Ligába szerepelt. Itt 1977-ben, 1978-ban, 1980-ban észak-amerikai bajnok.
1980-1982 között a Hamburger SV játékosa, amely csapattal UEFA-kupa második helyet ért el.
1983-ban (pályafutása végén) a New York Cosmos játékosa lett.

### A nyugatnémet válogatottban
1965-ben első ízben játszott a válogatottban, egy év múlva már világbajnoki ezüstérmes lett.
1970-ben világbajnoki bronzérmes lett csapatával. 1972-ben az NSZK Európa-bajnok lett, majd két évvel később világbajnok.
1976-ban Európa-bajnoki ezüstérmesek lettek ill. Világkupa győztesek is.
1970–1974 között a válogatott csapatkapitánya volt.
Franz Beckenbauer 1965 és 1977 között 103-szoros válogatott volt; labdarúgóként és edzőként is világbajnok lett.

### Edzőként
1977-től edző. Az NSZK válogatott szövetségi kapitánya 1984–1990 között, amellyel világbajnokságot nyert (1990).
1990–1991 között Olympique Marseille technikai igazgatója lett. 1992-től a Bayern München elnökhelyettese, majd 1994-től a Bayern edzője, amely csapattal bajnoki címet nyert. 1994-ben megválasztották a Bayern elnökének.

## Sikerei, díjai
- Aranylabda (1972, 1976)
- Európa-bajnok (1972)
- Világbajnok (1974)
- KEK-győztes (1967)
- BEK-győztes (1974, 1975, 1976)
- Interkontinentális-kupagyőztes (1976)

## Írása
- Einer wie ich (1992)

## Játékos statisztikái

### Válogatottban
| NSZK     | NSZK  | NSZK |
| Év       | Mérk. | Gól  |
| -------- | ----- | ---- |
| 1965     | 3     | 0    |
| 1966     | 12    | 7    |
| 1967     | 5     | 0    |
| 1968     | 9     | 1    |
| 1969     | 6     | 0    |
| 1970     | 12    | 2    |
| 1971     | 9     | 2    |
| 1972     | 7     | 0    |
| 1973     | 10    | 1    |
| 1974     | 15    | 0    |
| 1975     | 7     | 0    |
| 1976     | 7     | 1    |
| 1977     | 1     | 0    |
| összesen | 103   | 14   |

### Góljai a válogatottban
| #   | Dátum              | Helyszín              | Ellenfél    | Gól | Végeredmény | Verseny                |
| --- | ------------------ | --------------------- | ----------- | --- | ----------- | ---------------------- |
| 1.  | 1966. március 23.  | Rotterdam, Hollandia  | Hollandia   | 3–1 | 4–2         | Barátságos mérkőzés    |
| 2.  | 1966. március 23.  | Rotterdam, Hollandia  | Hollandia   | 4–2 | 4–2         | Barátságos mérkőzés    |
| 3.  | 1966. május 4.     | Dublin, Írország      | Írország    | 2–0 | 4–0         | Barátságos mérkőzés    |
| 4.  | 1966. július 12.   | Sheffield, Anglia     | Svájc       | 3–0 | 5–0         | 1966-os világbajnokság |
| 5.  | 1966. július 12.   | Sheffield, Anglia     | Svájc       | 4–0 | 5–0         | 1966-os világbajnokság |
| 6.  | 1966. július 23.   | Sheffield, Anglia     | Uruguay     | 2–0 | 4–0         | 1966-os világbajnokság |
| 7.  | 1966. július 25.   | Liverpool, Anglia     | Szovjetunió | 2–0 | 2–1         | 1966-os világbajnokság |
| 8.  | 1968. június 1.    | Hannover, Németország | Anglia      | 1–0 | 1–0         | Barátságos mérkőzés    |
| 9.  | 1970. június 14.   | León, Mexikó          | Anglia      | 1–2 | 3–2         | 1970-es világbajnokság |
| 10. | 1970. november 22. | Athén, Görögország    | Görögország | 3–1 | 3–1         | Barátságos mérkőzés    |
| 11. | 1971. június 22.   | Osló, Norvégia        | Norvégia    | 3–0 | 7–1         | Barátságos mérkőzés    |
| 12. | 1971. június 30.   | Koppenhága, Dánia     | Dánia       | 3–1 | 3–1         | Barátságos mérkőzés    |
| 13. | 1973. május 12.    | Hamburg, Németország  | Bulgária    | 1–0 | 3–0         | Barátságos mérkőzés    |
| 14. | 1976. október 6.   | Cardiff, Wales        | Wales       | 1–0 | 2–0         | Barátságos mérkőzés    |

## Edzői statisztikái
| Csapat         | Nemzet             | –tól                | –ig                | Mérleg     | Mérleg | Mérleg | Mérleg | Mérleg | Mérleg |
| M              | GY                 | D                   | V                  | Győzelem % |        |        |        |        |        |
| -------------- | ------------------ | ------------------- | ------------------ | ---------- | ------ | ------ | ------ | ------ | ------ |
| NSZK           | Nyugat-Németország | 1984                | 1990               | 66         | 34     | 20     | 12     | 51.52  |        |
| Marseille      | Franciaország      | 1990. szeptember 1. | 1990. december 31. | 25         | 16     | 4      | 5      | 64     |        |
| Bayern München | Németország        | 1993. december 28.  | 1994. június 30.   | 14         | 9      | 2      | 3      | 64.29  |        |
| Bayern München | Németország        | 1996. április 28.   | 1996. június 30.   | 5          | 3      | 0      | 2      | 60     |        |
| összesen       | összesen           | összesen            | összesen           | 110        | 62     | 26     | 22     | 56.36  |        |

## Egyéb
- Szülei: Franz és Antonia Beckenbauer
- Biztosítási főiskolát végzett.
- 3 fia és egy kislánya van. Egyik fia, Stephan (1968–2015) szintén élvonalbeli labdarúgó és edző volt.
- 1982-ben létrehozta a Franz Beckenbauer-alapítványt
- Pintér István: Beckenbauer. Valós tényeket tartalmazó regényes életrajz; Sport, Bp., 1986